# Сельское поселение Алексеевский
Се́льское поселе́ние Алексе́евский — муниципальное образование в Красноармейском районе Самарской области.
Административный центр — посёлок Алексеевский.

## Административное устройство
В состав сельского поселения Алексеевский входят:
- село Колокольцовка,
- посёлок Алексеевский,
- посёлок Любимовка,
- посёлок Медведевский,
- деревня Чагринка.